# Tresteg för herrar i friidrott vid olympiska sommarspelen 2012
Herrarnas tresteg vid olympiska sommarspelen 2012, i London i Storbritannien avgjordes den 7-9 augusti på Londons Olympiastadion. Tävlingen inleddes med en kvalomgång där alla tävlande försökte kvalificera sig till finalen. Deltagarna fick tre chanser var att hoppa längre än kvalgränsen. Om färre än 12 deltagare uppnått kvalgränsen när alla deltagare hoppat sina tre hopp gick de 12 främst placerade deltagarna vidare. Därefter hölls finalen där alla återigen får tre hopp var; de åtta bästa deltagarna i finalen fick slutligen ytterligare tre hopp. Nelson Évora från Portugal var regerande mästare efter segern i Peking 2008.

## Medaljörer
| Event   | Guld                 | Guld                 | Silver         | Silver         | Brons                   | Brons                   |
| Tresteg | Christian Taylor USA | Christian Taylor USA | Will Claye USA | Will Claye USA | Fabrizio Donato Italien | Fabrizio Donato Italien |

## Rekord
Före tävlingarna gällde dessa rekord:
| Världsrekord (WR)     | Jonathan Edwards (GBR) | 18,29 m       | Göteborg, Sverige | 7 augusti 1995  | [ 4 ] |
| Olympiskt rekord (OR) | Kenny Harrison (USA)   | 18,09 m       | Atlanta, USA      | 27 augusti 1996 | [ 5 ] |
| Världsårsbästa (WL)   | ej fastställt          | ej fastställt | ej fastställt     | ej fastställt   |       |

## Program
Tider anges i lokal tid, det vill säga västeuropeisk sommartid (UTC+1).
7 augusti
- 10:45 – Försök

9 augusti
- 19:20 – Final

## Resultat

### Försöksomgång
Den inledande kvalomgången hölls den 7 augusti.
| Placering | Grupp | Namn                  | Nationalitet             | #1           | #2           | #3           | Resultat | Noteringar |
| --------- | ----- | --------------------- | ------------------------ | ------------ | ------------ | ------------ | -------- | ---------- |
| 1         | B     | Christian Taylor      | USA                      | 17.21 (+0.2) | -            | -            | 17.21    | Q          |
| 2         | B     | Leevan Sands          | Bahamas                  | 17.17 (-0.4) | -            | -            | 17.17    | Q          |
| 3         | A     | Benjamin Compaoré     | Frankrike                | 16.82 (-0.5) | 17.06 (+0.8) | -            | 17.06    | q          |
| 4         | A     | Daniele Greco         | Italien                  | 17.00 (+0.6) | -            | -            | 17.00    | q          |
| 5         | B     | Dong Bin              | Kina                     | X            | 16.94 (+0.1) | -            | 16.94    | q          |
| 6         | A     | Ljukman Adams         | Ryssland                 | 16.67 (-1.0) | X            | 16.88 (-0.9) | 16.88    | q          |
| 7         | A     | Will Claye            | USA                      | 16.56 (-0.5) | 16.44 (-1.5) | 16.87 (-0.2) | 16.87    | q          |
| 8         | B     | Fabrizio Donato       | Italien                  | 16.86 (-1.2) | -            | -            | 16.86    | q          |
| 9         | A     | Tosin Oke             | Nigeria                  | 16.59 (-1.3) | 16.83 (-0.3) | X            | 16.83    | q          |
| 10        | A     | Samyr Laine           | Haiti                    | 16.14 (0.0)  | 16.81 (+1.4) | X (+0.1)     | 16.81    | q          |
| 11        | B     | Alexis Copello        | Kuba                     | X            | 16.70 (-0.7) | 16.79 (+1.0) | 16.79    | q          |
| 12        | A     | Dzmitrj Platnitski    | Belarus                  | X            | 15.66 (-0.4) | 16.62 (+0.3) | 16.62    | q          |
| 13        | B     | Sheryf El-Sheryf      | Ukraina                  | 16.60 (+0.4) | 14.83 (-2.5) | X            | 16.60    |            |
| 14        | A     | Phillips Idowu        | Storbritannien           | 16.47 (-0.7) | X            | 16.53 (-1.0) | 16.53    |            |
| 15        | B     | Issam Nima            | Algeriet                 | 15.21 (-0.7) | X            | 16.50 (+0.5) | 16.50    |            |
| 16        | A     | Arnie David Girat     | Kuba                     | 15.74 (+1.1) | 16.42 (+0.1) | 16.45 (+1.1) | 16.45    |            |
| 17        | B     | Henry Frayne          | Australien               | 16.25 (+0.2) | 16.35 (+0.2) | 16.40 (-0.2) | 16.40    |            |
| 18        | B     | Muhammad Halim        | Amerikanska Jungfruöarna | 15.54 (-0.6) | 16.39 (-0.6) | 15.31 (+0.5) | 16.39    |            |
| 19        | A     | Jevgenij Ektov        | Kazakstan                | X            | 16.31 (-0.1) | X            | 16.31    |            |
| 20        | A     | Cao Shuo              | Kina                     | 16.11 (-1.8) | 16.26 (+1.2) | 16.27 (-1.2) | 16.27    |            |
| 21        | B     | Roman Valijev         | Kazakstan                | X            | X            | 16.23 (-1.0) | 16.23    |            |
| 22        | B     | Kim Deok-Hyeon        | Sydkorea                 | 15.35 (-0.8) | X            | 16.22 (-0.3) | 16.22    |            |
| 23        | B     | Yoandris Betanzos     | Kuba                     | 14.84 (+0.2) | 16.22 (+2.9) | X            | 16.22    |            |
| 24        | B     | Mohamed Abbas Darwish | Förenade Arabemiraten    | X            | 16.06 (+1.7) | 15.93 (+1.6) | 16.06    |            |
| 25        | A     | José Adrián Sornoza   | Ecuador                  | 15.61 (-0.5) | 16.04 (-2.4) | X            | 16.04    |            |
| 26        | B     | Jonathan Silva        | Brasilien                | 15.59 (-1.3) | X            | X            | 15.59    |            |
| i.u.      | A     | Renjith Maheshwary    | Indien                   | X            | X            | X            | i.u.     | NM         |

### Final
Finalen planeras ägde rum den 9 augusti.
| Placering | Namn               | Nationalitet | #1    | #2    | #3    | #4    | #5    | #6    | Resultat | Noteringar |
| --------- | ------------------ | ------------ | ----- | ----- | ----- | ----- | ----- | ----- | -------- | ---------- |
| 1         | Christian Taylor   | USA          | X     | X     | 17.15 | 17.81 | 17.55 | X     | 17,81    | WL, SB     |
| 2         | Will Claye         | USA          | X     | 17.54 | 17.43 | 17.62 | 17.25 | 16.66 | 17,62    |            |
| 3         | Fabrizio Donato    | Italien      | 17.38 | 17.44 | 17.45 | 17.48 | –     | X     | 17,48    |            |
| 4         | Daniele Greco      | Italien      | 16,90 | 17.34 | X     | X     | –     | 16.92 | 17,34    |            |
| 5         | Leevan Sands       | Bahamas      | X     | 17,19 | 17.12 | X     | –     | –     | 17,19    |            |
| 6         | Benjamin Compaoré  | Frankrike    | 15,53 | 17.08 | 14.16 | 16.27 | 13.68 | X     | 17,08    |            |
| 7         | Tosin Oke          | Nigeria      | X     | 16,91 | 16.95 | X     | X     | X     | 16,95    |            |
| 8         | Alexis Copello     | Kuba         | 16.92 | X     | X     | 14.75 | X     | 16.68 | 16,92    |            |
| 9         | Ljukman Adams      | Ryssland     | 16.78 | X     | X     |       |       |       | 16,78    |            |
| 10        | Dong Bin           | Kina         | 16.75 | X     | X     |       |       |       | 16,75    |            |
| 11        | Samyr Laine        | Haiti        | X     | 16.65 | 16.59 |       |       |       | 16,65    |            |
| 12        | Dzmitrj Platnitski | Belarus      | 16.08 | X     | 16.19 |       |       |       | 16,19    |            |